# Jerome Cady
Jerome Cady (Condado de Cabell, 15 de agosto de 1903 – Avalon (California), 7 de noviembre de 1948) fue un guionista de cine estadounidense.

## Biografía
Originario de Virginia Occidental, Cady comenzó como copista de periódicos. Más tarde fue reportero del "Los Angeles Record", antes de unirse al personal de continuidad de KECA-KFI, Los Ángeles en junio de 1932. Pasó un tiempo en Nueva York en la década de los 30 con Fletcher & Ellis Inc. como director de radio, regresando a Los Ángeles en 1936. Se unió a 20th Century Fox en 1940, después de haber estado empleado anteriormente en RKO entre trabajos de radio.
Cady era un prometedor escritor de cine. Trabajó para Charlie Chan en sus película de finales de la década de los 30 a películas de guerra tan respetadas como   Diario de Guadalcanal ' '(1943), una adaptación exitosa de' 'Forever Amber' '(1947) y el procedimiento policial' 'Call Northside 777' '(1948). Murió a casusa de una sobredosis de somníferos a bordo de su yate frente a  Isla Catalina en 1948. En el momento de su muerte, estaba escribiendo un guion para un documental sobre la Policía Montada del Noroeste. Se enterró bajo el rito masónico.

## Filmografía
- Charlie Chan en Broadway (Charlie Chan on Broadway) de Eugene Forde (1937)
- Gracias, Mr. Moto (Thank You, Mr. Moto) de Norman Foster (1937)
- The Great Hospital Mystery de James Tinling (1937)
- Charlie Chan at Monte Carlo de Eugene Forde (1938)
- La jugada de Mr. Moto (Mr. Moto's Gamble) de James Tinling (1938)
- Infierno blanco (Island in the Sky) de Herbert I. Leeds (1938)
- One Wild Night de Eugene Forde (1938)
- Time Out for Murder de H. Bruce Humberstone (1938)
- Winner Take All de Otto Brower (1939)
- Arrepentido (Full Confession) de John Farrow (1939)
- Volvieron cinco (Five Came Back) de John Farrow (1939)
- The Arizona Wildcat de Herbert I. Leeds (1939)
- Inside Stor de Ricardo Cortez (1939)
- Juicio por calumnia (Sued for Libel) de Leslie Goodwins y Doran Cox (1939)
- Two Thoroughbreds de Jack Hively (1939)
- La maestra rebelde (Anne of Windy Poplars) de Jack Hively (1939)
- The Marines Fly High de George Nichols Jr et Benjamin Stoloff (1940)
- You Can't Fool Your Wife de Ray McCarey (1940)
- Millionaires in Prison de Ray McCarey (1940)
- Cross-Country Romance de Frank Woodruff (1940)
- Laddie (film, 1940)Laddie' de Jack Hively (1940)
- The Mexican Spitfire's Baby de Leslie Goodwins (1941)
- Play Girl de Frank Woodruff (1941)
- Repent at Leisure de Frank Woodruff (1941)
- The Saint in Palm Springs de Jack Hively (1941)
- They Met in Argentina de Leslie Goodwins et Jack Hively (1941)
- Mexican Spitfire at Sea de Leslie Goodwins (1942)
- Obliging Young Lady de Richard Wallace (1942)
- Private Buckaroo de Edward F. Cline (1942)
- What's Cookin'? de Edward F. Cline (1943)
- Guadalcanal (Guadalcanal Diary) de Lewis Seiler (1943)
- Silver Skates de Leslie Goodwins (1944)
- Roger Touhy, Gangster de Robert Florey (1944)
- The Purple Heart de Lewis Milestone (1944)
- Wing and a Prayer de Henry Hathaway (1945)
- Man Alive (1945 film)Man Alive de Ray Enright (1945)
- Captain Eddie de Lloyd Bacon (1947)
- Tonnerre dans la vallée (Thunder in the Valley) de Louis King (1947)
- Ambre de Otto Preminger (1948)
- Los que volvieron de Alejandro Galindo (1948)
- Yo creo en ti (Call Northside 777) de Henry Hathaway (1948)
- fr=Sand (film, 1949)Sand de Louis King (1949)
- Grito de terror (Cry Danger) de Robert Parrish (1951)

## Premios y distinciones
Premios Óscar
| Año  | Categoría            | Película            | Resultado |
| ---- | -------------------- | ------------------- | --------- |
| 1945 | Mejor guion original | Alas y una plegaria | Nominado  |